# Coniocleonus pseudobliquus
Coniocleonus pseudobliquus   ist ein Käfer aus der Familie der Rüsselkäfer (Curculionidae) und der Unterfamilie der Lixinae. Die Gattung Coniocleonus ist in Europa mit 18 Arten vertreten, die sich teilweise sehr ähnlich sind.
Der Käfer kommt innerhalb Europas nur im Südosten vor, kann aber mit Arten verwechselt werden, die auch in Mitteleuropa vorkommen.

## Bemerkung zum Namen
Die Art wurde erst  1921 von Müller unter dem noch heute gültigen Namen beschrieben, allerdings wurde Coniocleonus noch nicht als Gattung, sondern nur als Untergattung von Cleonus betrachtet. Der Namensteil pseudoobliquus besagt, dass der Käfer der Art Coniocleonus obliquus (Synonym Coniocleonus nigrosuturatus) sehr ähnlich ist.  Müller bemerkt, dass die bisher verkannte Art in den Sammlungen bislang als Coniocleonus nigrosuturatus oder als Coniocleonus excoriatus eingeordnet wurde.
Die Gattung Cleonus wurde 1860 von Motschulsky zerlegt und dabei durch einen Schlüssel die Gattung Coniocleonus definiert. Der Name setzt sich nach Schenkling aus dem Gattungsnamen Cleōnus und altgr. κονία „konía“ für „Staub“ zusammen, der Schlüssel von Motschulsky gibt jedoch keinen Hinweis darauf, was die Gattung mit Staub zu tun hat.

## Eigenschaften des Käfers
| |
| Abb. 1: Rüssel von schräg vorn, weiße Pfeilspitze: Mittelkiel grün 0: Fühlerschaft; schwarz 1,...,6 Geißelglieder; blau 1,...,5 Glieder der Keule                                     |
| |
| Abb. 2: Halsschild (Ausschnitt von Abb. 3), teilweise koloriert rot: Mittelkiel; grün umrundet: Vertiefung; gelb: Längsbinden A: innere Längsbinde, B äußere Längsbinde               |
| |
| Abb. 3: Seitenansicht |
| |
| Abb. 4: Flügeldeckenende (Ausschnitt von Abb. 3), teilweise koloriert: grün S: Flügeldeckennaht; blau 1: 1. Punktstreifen; schwarze Pfeile auf weiße Haarsprenkel im 1. Punktstreifen |
| |
| Abb. 5: Flügeldeckenbasis von schräg vorn, teilweise koloriert: grün S: Flügeldeckennaht; blau : 1. bis 7. Punktstreifen                                                              |

Der (ohne Rüssel) zehn bis dreizehn Millimeter lange Käfer ist weniger schlank als Coniocleonus nigrosuturatus und schlanker als Coniocleonus excoriatus. Er ist schwarz, aber durch die kurze anliegende und verschieden dichte Behaarung aus einfach zugespitzten Schuppenhaaren wird eine lebhafte Zeichnung in verschiedenen Brauntönen oder Grautönen bewirkt. Diese macht den Käfer jedoch nicht auffällig, sondern verbessert seine Tarnung.
Der leicht nach unten gebogene Rüssel ist länger als der Kopf und kürzer als der Halsschild. Er ist dick, abgerundet vierkantig, und wird zur Spitze hin etwas breiter. Der Rüssel ist oberseits weißlich behaart, seitlich anders als bei Coniocleonus excoriatus unterhalb der Fühlergrube kahl. Er trägt auf der Oberseite längs einen scharfen Mittelkiel (Abb. 1 weiße Pfeilspitze), welcher an der Rüsselspitze in eine genarbt punktierte, etwas erhöhte dreieckige Kahlstelle mündet. Seitlich vom  Mittelkiel verläuft jedoch anders als bei Coniocleonus nigrosuturatus kein Seitenkiel. Die Fühler entspringen im vorderen Drittel des Rüssels seitlich. Die Fühlergruben laufen nach vorn oben schnell aus. Zum Kopf hin schwingen die Fühlergruben sich nach unten und enden auf der Rüsselunterseite abrupt kurz vor den Augen. Die Fühler bestehen aus dem Schaft (Abb. 1 grün O) und dazu abknickend Geißel und Keule. Der Schaft ist länger als die Geißel. Die Geißel besteht aus sechs Gliedern (Abb. 1 schwarz 1 – 6). Das erste Glied ist fast doppelt so lang wie das zweite, die folgenden Glieder sind noch kürzer und das letzte Glied ist kaum gegen die Keule abgesetzt. Die zugespitzte und dichte Keule ist fünfgliedrig (Abb. 1 blau 1 – 5). Die Augen sind länglich, flach, und seitenständig.
Der Halsschild (Abb. 2) ist kurz vor der Basis am breitesten und nach vorn leicht gerundet verengt. Der Halsschildhinterrand ist gegen das Schildchen nach hinten gezogen. Der Halsschild trägt einen deutlichen Längskiel (Abb. 2 rot getönt), der jedoch nur in der vorderen Hälfte des Halsschilds ausgebildet ist. Er reicht nicht in die hinter dem Kiel liegende Vertiefung (Abb. 2 grün umrandet) hinein. Über die ganze Länge des Halsschilds verlaufen auf jeder Seite zwei Längsbinden heller Behaarung. Die inneren Binden (Abb. 2 gelb A) verlaufen aber nicht wie bei Coniocleonus nigrosuturatus parallel zu den äußeren, sondern sie knicken etwa auf halber Länge ab, die hintere Hälfte verläuft parallel zur Körperachse, die vordere Hälfte verläuft nach vorn innen. Die äußeren, seitlich gelegenen Binden (Abb. 2 gelb B) sind vorn nach unten und hinten umgeschlagen und enden dann etwa auf Höhe des Knicks der inneren Binden. Der Halsschild ist sehr grob narbig punktiert.
Die meisten Unterscheidungsmerkmale befinden sich auf den Flügeldecken. Diese sind zusammen an der Basis gleich breit wie der Halsschild, verbreitern sich aber an den Schultern bauchig. Danach verschmälern sie sich nach hinten zuerst wenig, dann im letzten Drittel mehr. Jede Flügeldecke endet seitlich zur Naht versetzt zipfelartig zugespitzt, die Zipfel sind jedoch weniger stark ausgeprägt als bei Coniocleonus nigrosuturatus.
Am auffälligsten an der Zeichnung der Flügeldecken sind zwei schräg verlaufende, dunkle Binden auf jeder Flügeldecke. Die Binden laufen wie bei Coniocleonus nigrosuturatus parallel zueinander nach hinten mit etwa 45° auf die Naht zu. Ihr Hinterrand trifft nicht wie bei Coniocleonus excoriatus flach auf den Nahtstreifen. Die vier Binden der beiden Flügeldecken bilden zusammen eine Figur, die an eine nach vorn geöffnete kleine Ähre erinnert (Abb. 3).
Die Flügeldecken weisen zehn Punktstreifen auf (in Abb. 4 und 5 streckenweise blau nachgezogen), die im hinteren Drittel zusammenlaufen. Sie sind meistens durch flach gewölbte Intervalle voneinander getrennt. Wo der dritte bis fünfte Punktstreifen zusammenlaufen, befindet sich ein oben flacher, hinten steil abfallender Höcker.
Wie bei C. nigrosuturatus und bei C. excoriatus sind auch bei C. pseudobliquus der erste, dritte und vierte Punktstreifen nahe der Basis furchenartig vertieft und dunkel (Abb. 5), zusammen mit der basisnahen dunklen Vertiefung zwischen der fünften und sechsten Punktreihe können diese dunklen Stellen an der Basis auch als weitere Querbinde gesehen werden.
Der erste Punktstreifen der Flügeldecke ist im hinteren Drittel vertieft, aber nicht einheitlich dunkel, sondern nur bei C. pseudobliquus in der Regel durch weiße Haarsprenkel unterbrochen (schwarze Pfeile in Abb. 11 links).
Vor den Vorderhüften befindet sich ein Höcker, der jedoch weniger spitz ist als bei Coniocleonus nigrosuturatus. Die Tarsen sind viergliedrig. Die Klauen des Klauengliedes sind einander genähert. Die Hintertarsen sind schmal, alle Glieder gestreckt. Das erste Glied ist am längsten, das zweite Hintertarsenglied ist wesentlich länger als das dritte.

## Biologie
Über die Biologie der Art ist nichts bekannt. Aus den Angaben zu anderen Arten der Gattung lässt sich jedoch folgern, dass der Käfer vermutlich eine einjährige Entwicklung hat und sich in spärlich bewachsenen, steppenähnlichen, warmen und trockenen Lebensräumen aufhält. Der Fundort des abgebildeten Exemplars belegt dies.

## Verbreitung
Das Zentrum des Verbreitungsgebiets liegt im Südosten Europas. In Europa wird der Käfer aus Bosnien und Herzegowina, Serbien, Kroatien, Slowenien, Italien, Sizilien, Malta,  Bulgarien, Rumänien, der Republik Moldau, der Ukraine, dem Europäischen Russland, Mazedonien, der Europäischen Türkei, auf dem griechischen Festland und der Insel Lesbos gemeldet. Außerhalb Europas ist der Käfer aus der Türkei und dem Irak gemeldet.